# Kis-kőháti-zsomboly
A Kis-kőháti-zsomboly 1982 óta Magyarország fokozottan védett barlangjai közül az egyik. A Bükki Nemzeti Park területén található. A zsomboly 1939-től 1969-ig az ország legmélyebb barlangja volt. A tengerszint felett legmagasabban nyíló barlangja hazánknak és egyike a tengerszint felett legmagasabban nyíló fokozottan védett barlangoknak Magyarországon. 1993-ig, a Körös-barlang fokozottan védetté nyilvánításáig a tengerszint felett legmagasabban nyíló fokozottan védett barlang volt Magyarországon.

## Leírás
A Nagymező déli szélén található Kis-Kőhát ÉK-i oldalán, 30 m hosszú és 15 m széles mélyedésben nyílik a hatalmas, 3×6 m-es bejárata. Bejárata körül fából készült védőkorlátot épített a Bükki Nemzeti Park Igazgatósága és rálátópont is létesült, ahonnan jól meg lehet figyelni a barlangbejáratot és információs tábla ismerteti a zsombolyt. Triász időszaki Bükkfennsíki Mészkőben karsztos erózió és korrózió hatására keletkezett. Kialakulását a tektonikus törések is segítették.
Három fő részből áll, a bejárati aknából, az 50 m hosszú, 30 m széles, néha 20 m magas Óriás-teremből és az alsó aknából. A tág bejárati akna és egy cseppköves, a mélypontra vezető 50 m-es akna között helyezkedik el az Óriás-terem. Az Óriás-terem alja ledőlt, összetört cseppkövekkel kevert, agyagos törmelékből áll, ezen nőttek a fejlődés alatt lévő állócseppkövek és cseppkőoszlopok, mint a Lilla-barlangban. A képződményei között megtalálhatók még bordázott állócseppkövek, cseppkőkérgek, kis, cseppköves medencék, egyszerű borsókövek és korallborsókövek. Bejárásához kötéltechnikai eszközök alkalmazása és a Bükki Nemzeti Park Igazgatóság engedélye kell. A téli álmot alvó denevérek miatt télen nem szabad bemenni.
Kordos László részletesen vizsgálta a gerinces faunáját és ez a Kőháti-szakasz nevű biorétegtani egység felállítását tette lehetővé. Vannak olyan nagyemlőscsontok is, amelyek a Riss–Würm-interglaciális idejéből valók. Sok száz patkósdenevér-maradvány is előkerült. Ezek a denevérek a holocénnek a mainál melegebb szakaszában élhettek. A jelenleg élő fajtársaiktól eltért a testfelépítésük, mert nagyobb szárnyaik, koponyájuk és felső fogaik voltak, viszont rövidebb volt a lábuk és nyújtottabb alsó állkapoccsal rendelkeztek. Több ezer denevérnek, leginkább a közönséges denevérnek a téli szálláshelye. A többi hazai barlanghoz viszonyítva hideg, 4–6 °C az átlaghőmérséklete.
Előfordul a barlang az irodalmában Feneketlen-lyuk (Bertalan, Schőnviszky 1976), Feneketlen lyuk (Bertalan 1943), Kiskőháti-barlang (Székely 1986), Kiskőháti-zsomboly (Schőnviszky 1937), Kiskőháti zsomboly (Örvös 1962), Kis-Kőháti-zsomboly (Bertalan 1976), Kis-kőháti-zsomboly (Dely 1970), Kis-kőhát Shaft (Takácsné, Eszterhás, Juhász, Kraus 1989), Kis-Kőhát Shaft (Kordos 1977), Kőháti-zsomboly (Schőnviszky 1937) és Kőháti zsomboly (Dudich 1932) neveken is.

## Kutatástörténet
1929-ben Schőnviszky László járta be az akkor 35 m mélységű barlangot Kadić Ottokár kérésére. Az 1932-ben kiadott Az Aggteleki cseppkőbarlang és környéke című könyvben, a Bükk hegység barlangjairól szóló részben szó van arról, hogy a Kis-kőhát csúcsának É-i lejtőjén helyezkedik el a Kőháti zsomboly. 43 m mélyen van a barlang legmélyebb pontja. Belső ürege változatos keletkezésű. Az ismertetés egy publikáció alapján lett írva. A könnyebb járhatóság miatt a barlangba létrákat szereltek, amiket a tönkremenetelük után, 1953-ban Dancza János kiszerelt. Azóta nem sikerült jelentős feltáró eredményt elérni. A 110 m-t meghaladó mélységben nehéz kutatni még ismeretlen járatok után. 1939-től 1969-ig, a Vecsembükki-zsomboly addig ismeretlen részeinek feltárásáig hazánk legmélyebb barlangja volt.
1970 végén Magyarország 8. legmélyebb barlangja volt a 110 m mély barlang. 1974-ben a Foton Barlangkutató Csoport elkészítette fénykép-dokumentációját. 1976-ban vált országos jelentőségű barlanggá az 5300-as (Bükk) barlangkataszteri területen lévő, nagyvisnyói Kis-kőháti-zsomboly. Az 1976-ban kiadott, Bertalan Károly és Schőnviszky László által összeállított Magyar barlangtani bibliográfia barlangnévmutatójában meg van említve a Bükk hegységben lévő barlang Kis-kőháti-zsomboly néven Feneketlen-lyuk névváltozattal. A barlangnévmutatóban fel van sorolva 22 irodalmi mű, amelyek foglalkoznak a barlanggal.
Az 1976-ban befejezett, Magyarország barlangleltára című kéziratban az olvasható, hogy a Bükk hegységben, Nagyvisnyón elhelyezkedő Kis-Kőháti-zsomboly további nevei Feneketlen lyuk és Kőháti zsomboly. A Kis-kőhát csúcsa közelében, az É-i lejtőn, 920 m tszf. magasságban van a nagyméretű, 16×12 m-es, függőleges bejárata. A barlang kb. 180 m hosszú és 110 m mély. Hatalmas, többszintes aknabarlang. Turisztikai hasznosítása van. Csontmaradványai jelentősek. Megfelelő felszereléssel járható az alján omladékos barlang. A kézirat barlangra vonatkozó része 2 irodalmi mű alapján lett írva. Az 1976-ban összeállított, országos jelentőségű barlangok listájában lévő barlangnevek pontosítása után, 1977. május 30-án összeállított, országos jelentőségű barlangok listáján rajta van a Bükk hegységben, Nagyvisnyón található barlang Kis-kőháti-zsomboly néven.
Az 1977. évi Karszt és Barlang angol nyelvű különszámában megjelent, The longest and deepest caves of Hungary (December 31, 1975) című közleményből megtudható, hogy a Bükk hegységben fekvő, 110 m mély Kis-Kőhát Shaft 1975. december 31-én Magyarország 12. legmélyebb barlangja. A 13. legmélyebb barlang (Borókás-tebri 2. sz. víznyelőbarlang) szintén 110 m mély. Az 1977. december 31-i állapot szerint (MKBT Meghívó 1978. május) a Bükk hegységben lévő és 110 m mély Kis-kőháti-zsomboly az ország 14. legmélyebb barlangja. Az 1977. évi Karszt és Barlangban megjelent összeállítás alapján, 1977. december 31-én Magyarország 15. legmélyebb barlangja a Bükk hegységben elhelyezkedő, 1977. december 31-én, 1976-ban és 1975-ben 110 m mély Kis-kőháti-zsomboly. A 16. legmélyebb barlang (Kopaszgally-oldali 2. sz. víznyelőbarlang) szintén 110 m mély. Ez az összeállítás naprakészebb az 1978. májusi MKBT Meghívóban publikált listánál.
Az 1979-ben kiadott, Barlangok a Bükkben című könyvben szó van arról, hogy impozáns szakadéktöbörből nyílik a Kis-kőháti-zsomboly. Első aknájának alján rengeteg a törmelék, és igencsak keresni kell a szűk átjárót, amelyen át a hatalmas terem egyik oldalfülkéjébe lehet jutni. A terem ovális alakú és 30×50 m-es. Néhány hatalmas cseppkő van a teremben. Az oldalteremben néhány törmelékes aknába lehet lemászni, de ez veszélyes. A terem legnagyobb (3–4 m átmérőjű) cseppkövére erősített kötélen egészen függőleges, 52 m mély, szép cseppkőlefolyással díszített aknába lehet leereszkedni. Nem több 110 m-nél a bejárattól mért legnagyobb mélység. A kiadványban van egy fénykép, amelyen a barlangban található görbecseppkő figyelhető meg. A könyvhöz mellékelt, a Bükk hegység barlangokban leggazdagabb területét bemutató térképen látható a 145-ös számmal jelölt barlang földrajzi elhelyezkedése.
Az 1980. évi Karszt és Barlang 1. félévi számában publikálva lett, hogy a kiemelt jelentőségű Kis-kőháti-zsomboly az 5300-as barlangkataszteri területen (Bükk hegység) helyezkedik el. A barlangnak 5343/3. a barlangkataszteri száma. Az MKBT Dokumentációs Bizottsága a helyszínen el fogja helyezni, a többi kiemelt jelentőségű barlanghoz hasonlóan, a barlang fémlapba ütött barlangkataszteri számát. A barlangkataszteri szám beütéséhez alapul szolgáló fémlap ugyanolyan lesz mint a többi kiemelt jelentőségű barlang fémlapja. 1982. július 1-től az Országos Környezet- és Természetvédelmi Hivatal elnökének 1/1982. (III. 15.) OKTH számú rendelkezése (1. §. és 3. §., illetve 5. sz. melléklet) értelmében a Bükk hegységben lévő Kis-kőháti-zsomboly fokozottan védett barlang. Az 1982. szeptember–októberi MKBT Műsorfüzetben meg van említve, hogy a Bükk hegységben található Kis-kőháti-zsomboly fokozottan védett barlang. A felsorolásban a barlangnevek az MKBT által jóváhagyott és használt helyesírás szerint, javított formában lettek közölve.
Az 1984-ben napvilágot látott, Magyarország barlangjai című könyvben részletesen le van írva. Az országos barlanglistában szerepel a Bükk hegységben lévő barlang Kis-kőháti-zsomboly néven Kőháti-zsomboly és Feneketlen-lyuk névváltozatokkal. A listához kapcsolódóan látható az Aggteleki-karszt és a Bükk hegység barlangjainak földrajzi elhelyezkedését bemutató 1:500 000-es méretarányú térképen a barlang földrajzi elhelyezkedése. A kiadványban publikálva lett egy fénykép, amelyen az Óriás-terem figyelhető meg. Az 1986. évi Karszt és Barlangban megjelent bibliográfia regionális bibliográfia részében szerepel a barlang Kiskőháti-barlang néven. Az összeállítás szerint a Karszt és Barlangban publikált írások közül 1 foglalkozik a barlanggal.
Az 1987. december 31-i állapot alapján Magyarország 53. leghosszabb barlangja az 5343/3 barlangkataszteri számú és 330 m hosszú Kis-kőháti-zsomboly. Az összeállítás szerint az 1977. évi Karszt és Barlangban közölt hosszúsági listában a barlang nincs benne. Az 1987. évi felméréskor (Juhász Márton, OKTH BTI) lett megállapítva, hogy a barlang 330 m hosszú. Az 1987. december 31-i állapot alapján Magyarország 19. legnagyobb függőleges kiterjedésű barlangja az 5343/3 barlangkataszteri számú és 113,5 m függőleges kiterjedésű Kis-kőháti-zsomboly. Az összeállítás szerint az 1977. évi Karszt és Barlangban közölt mélységi listában a barlang 110 m mély. Az 1987. évi felméréskor (Juhász Márton, OKTH BTI) lett megállapítva, hogy a barlang 113,5 m függőleges kiterjedésű.
Az 1989. évi Karszt és Barlangban lévő, Magyarország barlangjai című összeállításban szó van arról, hogy a Bükk hegységben klasszikus zsomboly csak egy van, a Kis-kőháti-zsomboly. A 113 m mély zsombolynak a Nagy-fennsík D-i peremén van a bejárata. Tág bejárati aknapárja (a két akna közül csak az egyik nyílik felszínre) és a mélypontra levezető akna, amely 50 m-es és cseppköves, között húzódik egy hatalmas, pusztuló terem. Az aránylag magasan nyíló, 4–6 °C átlaghőmérsékletű barlang többezer közönséges denevérnek szolgál téli tanyahelyül. A publikációban lévő 3. ábrán (Bükk hegység térkép) be van mutatva a barlang földrajzi elhelyezkedése.
A folyóirat 1989. évi különszámában napvilágot látott ennek az utóbbi tanulmánynak az angol nyelvű változata (The caves of Hungary). Ebben a tanulmányban Kis-kőhát Shaft a barlang neve. Az angol nyelvű tanulmányhoz mellékelve megjelent egy olyan lista, amelyben Magyarország leghosszabb, és egy olyan lista, amelyben Magyarország legmélyebb barlangjai vannak felsorolva. A két felsorolás szerint a Bükk hegységben fekvő, 330 m hosszú és 114 m mély Kis-kőháti-zsomboly (Kis-kőhát Shaft) 1988-ban Magyarország 54. leghosszabb és 19. legmélyebb barlangja. (1977-ben a barlang 110 m mély volt.)
Az 1989. évi Karszt és Barlangban publikált, Topál György által írt tanulmányban meg van említve, hogy a Kis-kőháti-zsomboly Szenthe István és Dobrosi Dénes szóbeli közlései alapján nagyon jelentős denevér-telelőhelynek tűnik jelenleg. 1998. május 14-től a környezetvédelmi és területfejlesztési miniszter 13/1998. (V. 6.) KTM rendelete szerint a Bükki Nemzeti Park Igazgatóság illetékességi területén, a Bükk hegységben található Kis-kőháti-zsomboly az igazgatóság engedélyével látogatható. 2000-ben a BEAC Barlangkutató Csoport készítette el a barlang legújabb térképét. 2001. május 17-től a környezetvédelmi miniszter 13/2001. (V. 9.) KöM rendeletének értelmében a Bükk hegység területén lévő Kis-kőháti-zsomboly fokozottan védett barlang. Egyidejűleg a fokozottan védett barlangok körének megállapításáról szóló 1/1982. (III. 15.) OKTH rendelkezés hatályát veszti.
A 2003-ban megjelent, Magyarország fokozottan védett barlangjai című könyvben található barlangismertetésben az olvasható, hogy 479 m hosszú, 117 m függőleges kiterjedésű és 50 m vízszintes kiterjedésű. A könyvben lévő, Egri Csaba és Nyerges Attila által készített hosszúsági lista szerint a Bükk hegységben lévő és 5343-3 barlangkataszteri számú Kis-kőháti-zsomboly Magyarország 52. leghosszabb barlangja 2002-ben. A 2002-ben 479 m hosszú barlang 1977-ben és 1987-ben 330 m hosszú volt. A könyvben található, Egri Csaba és Nyerges Attila által készített mélységi lista szerint a Bükk hegységben lévő és 5343-3 barlangkataszteri számú Kis-kőháti-zsomboly Magyarország 18. legmélyebb barlangja 2002-ben. A 2002-ben 117 m mély barlang 1977-ben 110 m és 1987-ben 114 m mély volt.
A 2005-ben kiadott, Magyar hegyisport és turista enciklopédia című kiadványban önálló szócikke van a barlangnak. A szócikk szerint a Kis-Kőháti-zsomboly a Bükk hegységben található és fokozottan védett természeti érték. A Nagymező peremén emelkedő Kis-Kőhát oldalában, 915 m tszf. magasságban van a hatalmas, 3×6 m-es bejárata, amely egy 30×15 m-es terepmélyedésben helyezkedik el. A 117 m mély és 479 m hosszú barlang triász mészkőben keletkezett. Tág, bejárati aknája, illetve a mélypontra levezető 50 m-es cseppköves aknája között a hatalmas mérete miatt Óriás-teremnek nevezett rész fekszik. A terem alját vastag, összetört cseppkövekkel kevert agyagos törmelék képezi, ezen cseppkőoszlopok és állócseppkövek jöttek létre.
A kitöltéséből előkerült őslénytani leletek új rétegtani egység, a kőháti szakasz felállítását tették lehetővé. Az egykori évi középhőmérséklet meghatározását segítették a denevércsontok. Aránylag hideg, 4–6 °C a barlang átlaghőmérséklete, amely lehetővé teszi, hogy kiváló téli szálláshely legyen a denevérek többezres kolóniájának. Engedély, technikai eszközök alkalmazása és mászótudás kell látogatásához. Télen nem járható a denevérek védelme miatt. Dancza János szócikkében meg van említve, hogy Dancza János saját szerkesztésű technikai eszközökkel, hallatlan energiával oldotta meg több barlang feltárását (Kis-kőháti-zsomboly, Kőháti-barlang és Nagy-Tölgyesoromi-víznyelőbarlang).
2005. szeptember 1-től a környezetvédelmi és vízügyi miniszter 22/2005. (VIII. 31.) KvVM rendelete szerint a Bükki Nemzeti Park Igazgatóság működési területén, a Bükk hegységben található Kis-kőháti-zsomboly a felügyelőség engedélyével látogatható. 2005. szeptember 1-től a környezetvédelmi és vízügyi miniszter 23/2005. (VIII. 31.) KvVM rendelete szerint a Bükk hegységben lévő Kis-kőháti-zsomboly fokozottan védett barlang. 2007. március 8-tól a környezetvédelmi és vízügyi miniszter 3/2007. (I. 22.) KvVM rendelete szerint a Bükki Nemzeti Park Igazgatóság működési területén lévő Bükk hegységben elhelyezkedő Kis-kőháti-zsomboly az igazgatóság engedélyével tekinthető meg. 2013. július 19-től a vidékfejlesztési miniszter 58/2013. (VII. 11.) VM rendelete szerint a Kis-kőháti-zsomboly (Bükk hegység, Bükki Nemzeti Park Igazgatóság működési területe) az igazgatóság hozzájárulásával látogatható. 2015. november 3-tól a földművelésügyi miniszter 66/2015. (X. 26.) FM rendelete szerint a Kis-kőháti-zsomboly (Bükk hegység) fokozottan védett barlang. 2021. május 10-től az agrárminiszter 17/2021. (IV. 9.) AM rendelete szerint a Kis-kőháti-zsomboly (Bükk hegység, Bükki Nemzeti Park Igazgatóság működési területe) az igazgatóság engedélyével látogatható. A 13/1998. (V. 6.) KTM rendelet egyidejűleg hatályát veszti.